# Regionale raad van Ramat HaNegev
De regionale raad van Ramat HaNegev (Hebreeuws: מועצה אזורית רמת נגב, Mo'etza Azurit Ramat Negev) is een regionale raad in Israël.

## Gemeenschappen
| Kibboetsen - Mashabei Sadeh - Retamim - Revivim - Sde Boker - Tlalim | Moshaven - Be'er Milka - Kmehin | Dorpen - Ashalim - Ezuz - Merhav Am - Midreshet Ben-Gurion - Nitzana - Nitzanei Sinai |

Abu Basma · Alona · al-Batuf · Be'er Tuvia · Beit She'an Vallei · Bnei Shimon · Brenner · Bustan al-Marj · Centraal Arava · Drom HaSharon · Esjkol · Gan Raveh · Gederot · Gezer · Gilboa · Golan · Gush Etzion · Har Hebron · Hefervallei · Hevel Eilot · Hevel Modi'in · Hevel Yavne · Hof Ashkelon · Hof HaCarmel · Hof HaSharon · Jizreëlvallei · Emek HaYarden · Bik'at HaYarden · Lakhish · Lev HaSharon · Lodvallei · Lager Galilea · Ma'ale Yosef · Mateh Asher · Mateh Binyamin · Mateh Yehuda · Megiddo · Megilot · Menashe · Merhavim · Merom HaGalil · Mevo'ot HaHermon · Misgav · Nahal Sorek · Ramat HaNegev · Sha'ar HaNegev · Sdot Negev · Shafir · Shomron · Tamar · Hoger Galilea · Yoav · Zevoeloen